# Victoria Pedretti
Victoria Pedretti (Philadelphia (Pennsylvania), 23 maart 1995) is een Amerikaans actrice. Ze speelde in diverse films en series, waaronder Once Upon a Time in Hollywood, The Haunting of Hill House en You.

## Filmografie

### Film
- 2014: Sole, als meisje
- 2014: Uncovering Eden, als Edie
- 2019: Once Upon a Time in Hollywood, als Leslie "Lulu" Van Houten
- 2020: This is Not a Love Letter, als meisje
- 2020: Shirley, als Katherine
- 2021: Star-Crossed: The Film, als overvaller
- 2023: Origin, als Irma Eckler
- 2024: Ponyboi, als Angel
- 2024: Fall Risk, als Dylan
- 2024: Merci, Poppy, als Poppy
- 2024: Fall Risk, als Dylan
- 2024: The Book of Jobs, als oudere Claudia
- 2024: The Non-Actor, als Elliot

### Televisie
- 2018: The Haunting of Hill House, als Eleanor "Nell" Crain Vance
- 2019-2023: You, als Love Quinn
- 2020: Amazing Stories, als Evelyn Porter
- 2020: The Haunting of Bly Manor, als Danielle "Dani" Clayton

### Videoclip
- 2021: Simple Times, van Kacey Musgraves